# Eric S. Schmitt
Eric Stephen Schmitt (Bridgeton, 1975. június 20. –) amerikai jogász és politikus, aki 2023 óta az Egyesült Államok szenátora Missouri államból. A Republikánus Párt tagja, Missouri főügyésze volt 2019 és 2023 között, az állam pénzügyminisztere 2017 és 2019 között, illetve Missouri Szenátusának tagja 2009-től 2017-ig.
2009 és 2017 között az állam 15. választókerületét képviselte Missouri Szenátusában, illetve Glendale városi tanácsának tagja volt 2005-től 2008-ig. 2016-ban megválasztották az állam 46. pénzügyminiszterének, majd 2018. november 13-án Mike Parson kormányzó kinevezte főügyésznek, miután Josh Hawley-t megválasztották az Egyesült Államok Szenátusába. 2020. november 3-án Schmittet megválasztották egy négy éves ciklusra a főügyészi posztra.
Főügyészként pereket indított az Affordable Care Act érvénytelenítésére, beperelt iskolakörzeteket és megyéket, ahol kötelezővé tették a maszkviselést a Covid19-pandémia idején, beperelte a Biden-kormányt környezetvédelmi politikája miatt és aláírt egy véleményt, ami szerint az LMBT-személyek nem védettek munkahelyi diszkrimináció ellen. Pert indított Kína ellen a pandémia miatt, amivel Missouri az első amerikai állam lett, ami ezt megtette. Miután Joe Biden megnyerte a 2020-as elnökválasztást és Donald Trump nem volt hajlandó elfogadni vereségét, Schmitt több republikánussal együtt alaptalan választási csalással kapcsolatos nézeteket hirdetett. 2022-ben megválasztottak az Egyesült Államok szenátorának, Trudy Busch Valentine-t legyőzve.